# 谷關溫泉
24°12′12″N 121°00′33″E / 24.2033333°N 121.0091667°E

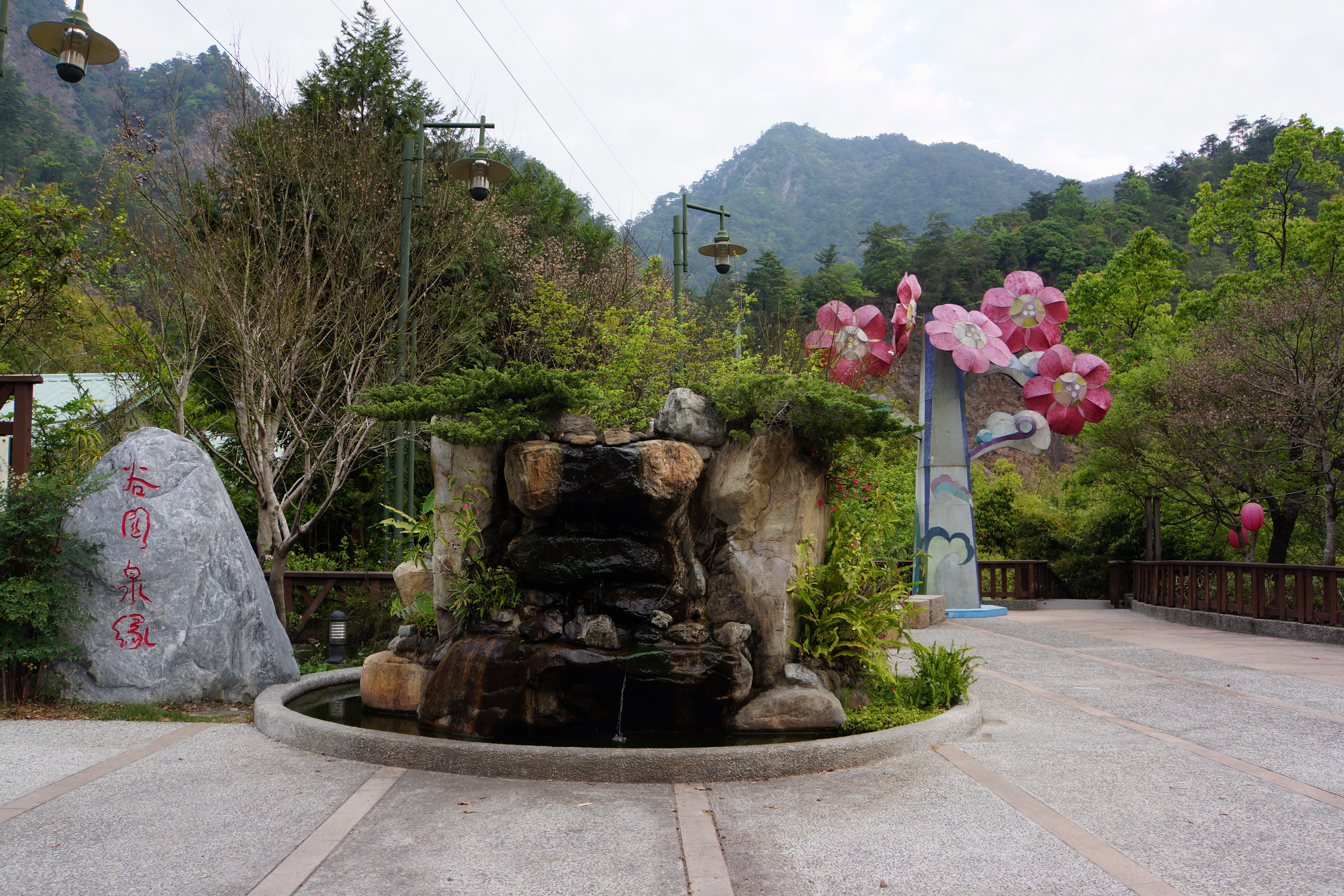
台湾谷关温泉

谷關溫泉位於臺灣台中市和平區博愛里的大甲溪河谷。依地質分類屬於雪山山脈帶的變質岩溫泉。日治時代稱明治溫泉，與富士溫泉、櫻溫泉並稱中部三大溫泉。

## 泉質
谷關溫泉的泉水清澈，可飲用，水溫約48℃-60℃，酸鹼pH值約7.9，含碳酸氫根離子242ppm，鈉離子約146ppm，屬於中性碳酸氫鈉泉，但也含硫化物，因此在溫泉區可聞到硫磺味。

## 歷史
1907年（明治40年）在此地發現溫泉，在台灣日治時期已有澡堂建立，舊稱明治溫泉。後因中部橫貫公路建設完工，提升了谷關溫泉的觀光價值。曾遭到1999年九二一大地震和2004年七二水災等天災破壞，後又重建修復完成。谷關也因明治溫泉得名，舊名明治（Meiji，一說由泰雅族原住民語「美奇」音譯為日語漢字），附近有上明治（上谷關）、下明治（下谷關）。

## 交通
- 大眾運輸：
  1. 在台中市搭乘往東勢、谷關的方向的客運。
  2. 搭乘豐原客運，到谷關的十文溪站下車，谷關溫泉離十文溪站約1公里。
- 開車：
  1. 由中山高速公路的台中系統交流道下，循國道四號台中環線至豐原端接台3線到東勢，再轉接台8線進入舊中部橫貫公路，途經和平區、裡冷部落、松鶴部落、情人谷等地，至谷關。
  2. 亦可從福爾摩沙高速公路的霧峰系統交流道下，循國道六號中橫高速公路至埔里交流道往北走台21線至和平區中心，再轉接台8線進入舊中部橫貫公路，途經裡冷部落、松鶴部落、情人谷等地，至谷關。

## 外部連結
- 谷關
- 谷關溫泉風景區（页面存档备份，存于）
- 裡冷溫泉（页面存档备份，存于）